# Mariana Nikolova
Mariana Nikolova, coniugata Ivanova (in bulgaro Мариана Николова-Иванова?; Jambol, 31 ottobre 1962), è un'ex cestista bulgara.

## Carriera
Con la Bulgaria ha disputato due edizioni dei Campionati mondiali (1983, 1986) e quattro dei Campionati europei (1983, 1985, 1987, 1989).